# حقا-عنج

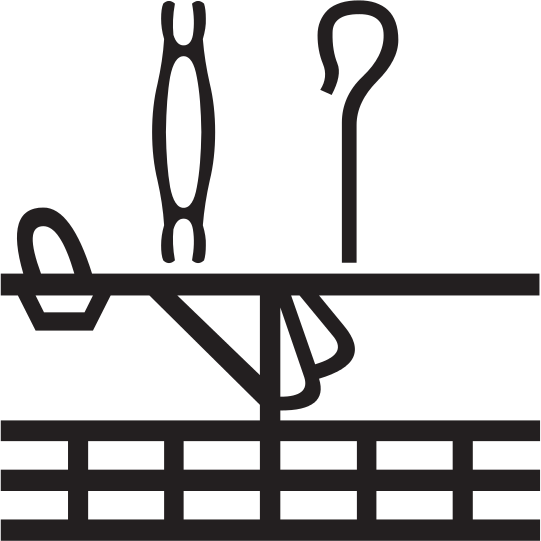
الصولجان المزدهر بالهيروغليفية

حقا عنج أوهيليوبوليت كانت واحدة من 42 مقاطعة في مصر القديمة. عاصمتها أون، وهي هليوبولس في العصر البطلمى وعين شمس الحديثة (إحدى ضواحي القاهرة). شكلت المنطقة جزءًا من مصر العليا .